# Hans Sidow
Hans Sidow (* 6. Februar 1896 in Calbe (Saale); † 6. Mai 1945 in Neustadt an der Orla) war ein deutscher Landwirt und SS-Offizier.

## Leben
Sidow studierte an der Friedrichs-Universität Halle Agrarwissenschaft. 1921 im Corps Palaiomarchia recipiert, zeichnete er sich als Senior aus. Im Ersten Weltkrieg diente Sidow als Leutnant im 10. Infanterie-Regiment Nr. 134 der sächsischen Armee und wurde für die Überbringung einer Nachricht unter größter Gefahr während der Schlacht an der Somme am 31. August 1916 mit dem Ritterkreuz des Militär-St.-Heinrichs-Ordens ausgezeichnet. Ende Oktober 1918 wurde er als Presseoffizier aufgeführt. An der Universität Leipzig wurde er am 13. März 1925 zum Dr. phil. promoviert. Seit Oktober 1927 hatte er das Staatsgut Dreitzsch bei Neustadt an der Orla mit 138,91 ha gepachtet und war damit letzter Pächter dieses Gutes. Über die Arbeit auf dem Staatsgut Dreitzsch ließ er einen Film drehen. Zwei Tage vor der bedingungslosen Kapitulation der Wehrmacht starb er hier als Kriegsgefangener der United States Army. Mit dem SMAD-Befehl Nr. 209 fiel das Gut 1948 der Bodenreform zum Opfer.
1922–1927 gehörte Sidow dem Stahlhelm, Bund der Frontsoldaten an. Mit der Mitgliedsnummer 772.333 wurde er Ende 1931 in die Nationalsozialistische Deutsche Arbeiterpartei aufgenommen. 1935 wurde er am 20. April („Führers Geburtstag“) als SS-Untersturmführer in die Schutzstaffel aufgenommen (SS-Nummer 126546). Seit Februar 1934 war er Leiter der Hauptabteilung II Ansetzung im Siedlungsamt beim Rasse- und Siedlungshauptamt der SS (RuSHA) und seit November 1934 Landesobmann der Landesbauernschaft Thüringen. Er war Mitglied des Deutschen Reichsbauernrates. Im Mai 1936 wurde er zum SS-Sturmbannführer ernannt und wurde einen Monat später Bauernreferent der 47. SS-Standarte (Gera). Als solcher dem Schulungsleiter der Standarte zugeordnet, sollte er die geeignete Weltanschauung vermitteln und die Verbindung zwischen der SS und der Bauernschaft herstellen. Ab Februar 1937 war er Gauhauptstellenleiter Thüringen im Amt für Agrarpolitik. Im Februar 1937 gründete er u. a. mit Rudi Peuckert die Stiftung Thüringer Bauerndank Finsterbergen, die in Finsterbergen das Haus „Felsenstein“ besaß. Sidow übernahm den Stiftungsvorsitz.
Er nahm im September 1939 im Heer (Wehrmacht) am Überfall auf Polen teil und wurde verwundet. Als Hauptmann war er ab Oktober 1939 Kompaniechef der 3. Schützen-Ersatz-Kompanie Weimar. Anfang April 1938 trat er erfolglos für die Wahl in den Großdeutschen Reichstag an. Zuletzt war er SS-Obersturmbannführer (Beförderung im April 1939) im Stab des Rasse- und Siedlungshauptamts der SS.
Am 4. September 1924 heiratete er in Lausnitz Wera Rosa Jenny von Wurmb (* 1901). Der Schriftsteller und Dramaturg Max Sidow (1897–1965) ist ein Bruder von Hans Sidow.